# Alfonso García Valdecasas
Alfonso García-Valdecasas y García-Valdecasas (Montefrío, 14 de mayo de 1904-Madrid, 11 de abril de 1993) fue un catedrático de Derecho Civil, abogado y político español. Estuvo vinculado al nacimiento de Falange Española.

## Biografía
Nació el 14 de mayo de 1904 en la localidad granadina de Montefrío. Obtuvo un doctorado en Derecho por la Universidad de Bolonia en 1925. Discípulo de José Ortega y Gasset, dimitió de su cátedra en 1929, junto con Fernando de los Ríos, Luis Jiménez de Asúa, Felipe Sánchez-Román Gallifa, Wenceslao Roces y Ortega y Gasset,  en protesta contra la persecución de la Federación Universitaria Escolar (FUE) por el dictador Miguel Primo de Rivera.
En 1931 se adhirió a la Agrupación al Servicio de la República. Elegido diputado en las Cortes Constituyentes republicanas en las elecciones de 1931 por la circunscripción de Granada (provincia), fue secretario de la comisión parlamentaria que redactó el proyecto de Constitución de 1931.
En 1932 abandonó la Agrupación al Servicio de la República y creó, inspirado por José Ortega y Gasset, el Frente Español con José Antonio Maravall, Antonio Garrigues Díaz-Cañabate, María Zambrano, Antonio Sacristán Colás, Salvador Lissarrague Novoa, Antonio Bouthelier Espasa, Eliseo García del Moral y Bujalarce y Antonio Riaño Lanzarote (antiguo colaborador de La conquista del Estado). Posteriormente fue miembro del Movimiento Español Sindicalista (MES).
En marzo de 1933 comenzó a colaborar con José Antonio Primo de Rivera. Participó como orador en el acto fundacional de Falange Española celebrado el 29 de octubre de 1933 en el Teatro de la Comedia de Madrid. De su discurso destacó al afirmar:

Se ha dicho que esto es un acto fascista, y yo digo que, en siendo españolísimo, que lo llamen como quieran. Que con los fascistas, que es una experiencia extranjera, podremos tener todas las afinidades y todas las coincidencias que en el futuro resulten; pero que nosotros, españoles, no queremos vivir de fórmulas extranjeras.
Alfonso García Valdecasas

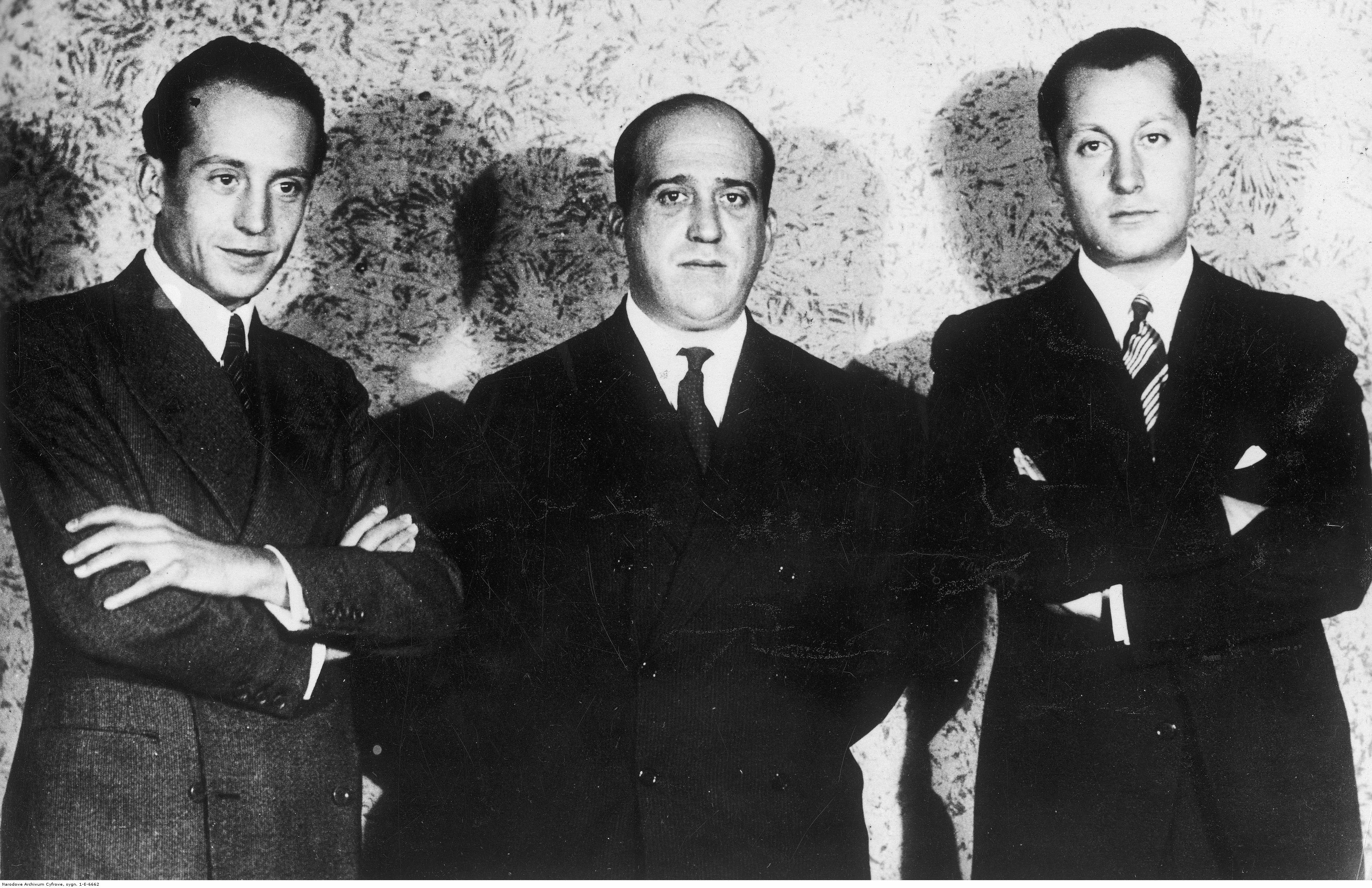
García-Valdecasas (izq.) junto a Julio Ruiz de Alda y José Antonio Primo de Rivera, en el mitin fundacional de Falange en el Teatro de la Comedia de Madrid, el 29 de octubre de 1933.

Al parecer desempeñó un papel importante en la elección del nombre de Falange Española. En la primera sede de Falange Española (sita en la calle de Torrijos, 46, actualmente de Conde de Peñalver) fue nombrado miembro del Comité de Mando de Falange, junto con José Antonio Primo de Rivera y Julio Ruiz de Alda. Se presentó a las elecciones de noviembre de 1933 por el Bloque de Derechas como candidato en Granada, pero a diferencia de José Antonio, que sí logrará el acta por Cádiz, García-Valdecasas unos días antes es sustituido en la candidatura por Ramón Ruiz Alonso. Tras esto se retiró de la política activa, aunque no por ello rompió toda vinculación a Falange.
Al estallar la guerra civil española, García-Valdecasas se incorpora al bando franquista y en 1938 es nombrado por Francisco Franco subsecretario de Educación Nacional, siendo ministro Pedro Sainz Rodríguez. Entre 1939 y 1943, será el primer presidente del Instituto de Estudios Políticos,órgano dependiente de la Secretaría General de la Falange Española Tradicionalista y de las JONS. No obstante, en 1944 fue apartado de sus cargos políticos por su adhesión a la causa del pretendiente Juan de Borbón, conde de Barcelona.
Fue procurador en las Cortes franquistas en los períodos 1943-1946, 1967-1971 y 1971-1977.
Fue miembro de la Real Academia de Jurisprudencia y Legislación (elegido el 29 de julio de 1939), de la Real Academia de Ciencias Morales y Políticas —elegido en 1953 leyó su discurso el 15 de marzo de 1955—, de la Real Academia Española (silla U); tomaría posesión del cargo el 25 de abril de 1965.
Murió el 11 de abril de 1993 en Madrid.

## Obras
- El hombre y yo (1934)
- El hidalgo y el honor (1958)
- José Antonio y la vida Española (1964)